# De maagdenkooi
De maagdenkooi is het tweede boek van voormalig Tweede Kamerlid, ex-moslim- en vrouwenrechtenactivist Ayaan Hirsi Ali. Het levert kritiek op de wijzen waarop islamitische meisjes en vrouwen seksueel zouden worden onderdrukt, zelfs in westerse landen, en roept op tot een mentaliteitsverandering; daarmee vervolgt Hirsi Ali het betoog dat zij in haar eerste boek De zoontjesfabriek (2002) was begonnen. De maagdenkooi werd oorspronkelijk gepubliceerd in augustus 2004 als een bundel van zeven essays en een interview met Irshad Manji. In daaropvolgende maanden en jaren is het verschillende keren vertaald met aanvullingen, omissies, toevoeging van essays uit haar vorige boek en het script uit Submission. Het boek werd in 2005 een bestseller in Duitsland, Frankrijk en Italië. De eerste Engelstalige editie kwam in april 2006 uit als The Caged Virgin.

## Publicatiegeschiedenis

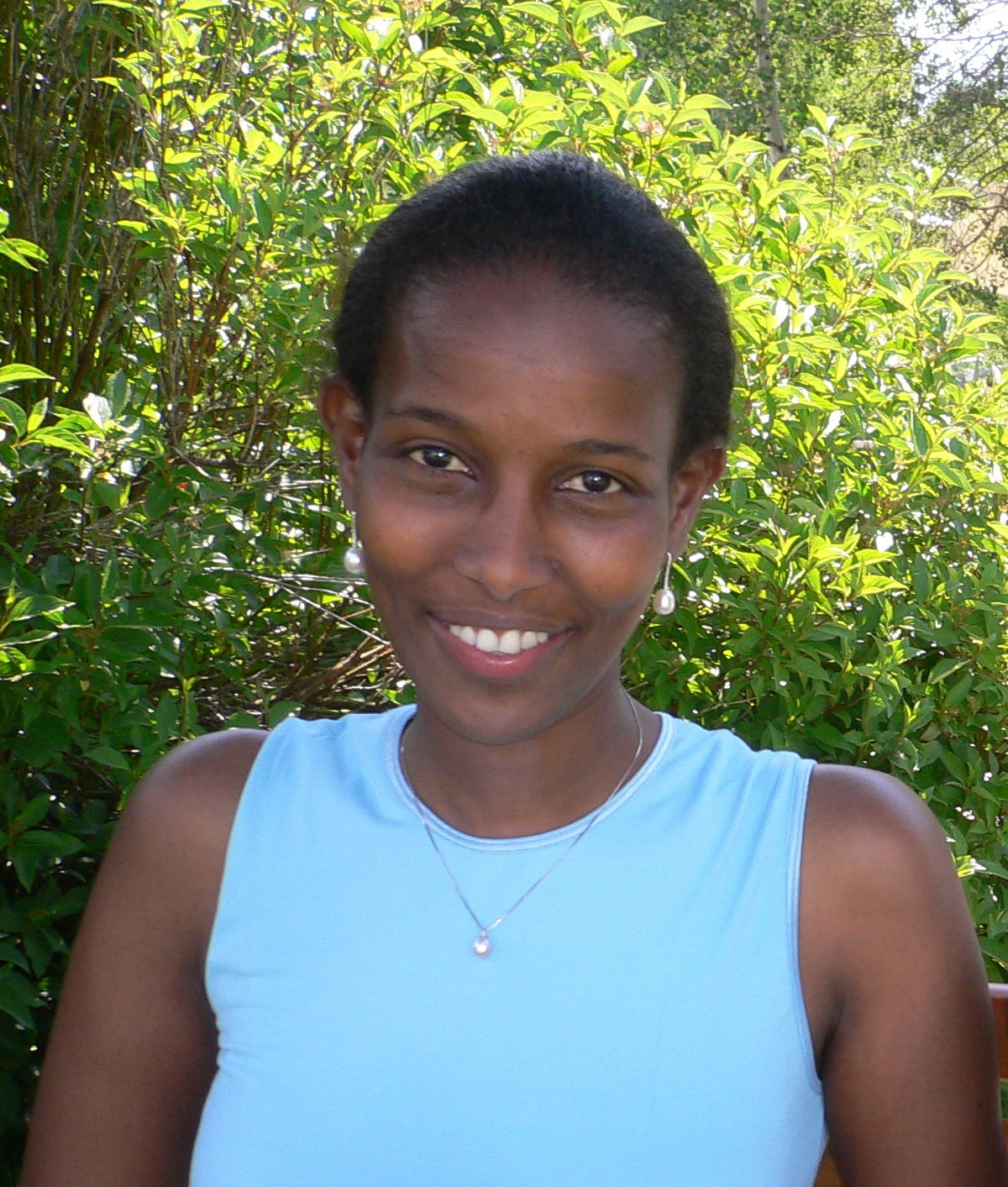
Ayaan Hirsi Ali in 2006

De maagdenkooi werd als eerst bij Uitgeverij Augustus in het Nederlands gepubliceerd in augustus 2004 als bundel van zeven essays en een interview met Irshad Manji, goed voor 79 pagina's in totaal. Net als zijn voorganger De zoontjesfabriek (december 2002), tevens een Nederlandstalige essaybundel met zeven betogen en een interview met in totaal 95 bladzijden, was dit tweede boek gericht op kritiek op de positie en rol van vrouwen in de islam. Rond september 2004 was de Finse uitgeverij Otava een van de eersten die Hirsi Ali benaderde met vertaalplannen voor haar schrijfsels.
Hirsi Ali was al sinds september 2002 voortdurend onder de hoede van een bewapend beveiligersteam nadat ze maandenlang doodsbedreigingen had ontvangen voor haar vroegste artikelen (die later zouden worden verzameld in De zoontjesfabriek), televisie- en radio-optredens en het afzweren van de islam. Kort nadat ze de De maagdenkooi had gepubliceerd, werd op 29 augustus 2004 de 11 minuten durende korte film Submission, die zij samen met regisseur Theo van Gogh had geproduceerd, voor het eerst uitgezonden op de Nederlandse televisie bij Zomergasten. De film presenteerde vier fictieve verhalen over geweld tegen vrouwen en Koranverzen die gebruikt zouden kunnen worden om dat te rechtvaardigen. Nadat moslimextremist Mohammed Bouyeri Van Gogh neerschoot en doodstak in Amsterdam op 4 november 2004, waarbij hij ook een 5-paginalange doodsbedreiging aan Hirsi Ali achterliet, moest zij twee maanden onderduiken. Ondertussen veroorzaakte de schok van de aanslag internationale belangstelling voor haar oeuvre. In maart 2005 werd Hirsi Ali aangeklaagd door 4 Nederlandse moslimmannen die beweerden dat De maagdenkooi 'godslasterlijke en beledigende' uitspraken bevatte, maar de klacht werd afgewezen.
Een compilatie van De zoontjesfabriek en De maagdenkooi werd naar het Duits vertaald en in mei 2005 gepubliceerd onder de titel Ich klage an. Plädoyer für die Befreiung der muslimischen Frauen ("Ik klaag aan. Pleidooi voor de bevrijding van moslimvrouwen"), dat een bestseller werd in Duitsland en de biografie van de nieuwe paus Joseph Ratzinger van de eerste plaats stiet. In Italië werd een gelijkaardige compilatie en het scenario van Submission op 10 april 2005 uitgebracht door Einaudi onder de naam Non sottomessa. Contro la segregazione nella società islamica ("Niet onderworpen.Tegen de segregatie in de islamitische samenleving"), dat eveneens een bestseller werd. Tegen juni 2015 was het ook vertaald in het Frans (Insoumise, werd ook een bestseller in Frankrijk), Turks en Fins. De Finse editie, getiteld Neitsythäkki, liet Hirsi Ali's meest controversiële uitspraak weg uit een interview dat zij in januari 2003 gaf aan Trouw, namelijk dat 'Mohammed een perverse tiran' was. Uitgeverij Otava beweerde dat dit een 'technische fout' was, een verklaring waarvan Hirsi Ali moest lachen; ze zei dat Otava zich diende te verontschuldigen, het corrigeren en geen censuur plegen. De Zweedse vertaling van augustus 2005 was getiteld Kräv er rätt! Om kvinnor, islam och en bättre värld ("Eis je rechten op! Over vrouwen, islam en een betere wereld"); Hirsi Ali bezocht Stockholm om het te promoten en ontving daar de Democratieprijs van de Liberale Volkspartij. Tegen mei 2006 was het boek vertaald in zo'n 10 talen.
In april 2006 werd een Engelse vertaling gepubliceerd door uitgeverij Free Press met de titel The Caged Virgin, hetgeen een verzameling was van drie essays uit De zoontjesfabriek, vijf essays plus het interview met Manji uit De maagdenkooi, het script van Submission, met daarbij nog een reeks nieuwe essays, die samen 187 pagina's omvatten. De Amerikaanse editie uit 2008 liet twee essays van de versie van 2006 weg en voegde er twee toe voor 188 bladzijden.

## Inhoud
De maagdenkooi (originele Nederlandse editie, augustus 2004):
1. De maagdenkooi
2. Vier casestory's uit de Somalisch-islamitische praktijk
3. Hoezo uiting van trots?
4. Pak huiselijk geweld effectiever aan
5. Genitale verminking mag niet worden gedoogd
6. De nachtmerrie van Bin Laden – Interview met Irshad Manji
7. Op zoek naar wat ons bindt
8. 10 tips voor moslima's die weg willen

Noot: de equivalente hoofdstukken die in beide edities
voorkomen zijn met kleuren gemarkeerd.
The Caged Virgin (eerste Engelse editie, april 2006):
- Preface: Breaking Through the Islamic Curtain

1. Stand Up for Your Rights! Women in Islam (uit De zoontjesfabriek)
2. Why Can't We Take a Critical Look at Ourselves? (uit De zoontjesfabriek)
3. The Virgins' Cage
4. Let Us Have a Voltaire (uit De zoontjesfabriek)
5. What Went Wrong? A Modern Clash of Cultures
6. A Brief Personal History of My Emancipation
7. Being a Politician Is Not My Ideal
8. Bin Laden's Nightmare – Interview with Irshad Manji
9. Freedom Requires Constant Vigilance
10. Four Women's Lives
11. How to Deal with Domestic Violence More Effectively
12. Genital Mutilation Must Not Be Tolerated
13. Ten Tips for Muslim Women Who Want to Leave
14. Submission: Part I
15. The Need For Self-Reflection Within Islam
16. Portrait of a Heroine as a Young Woman
17. A Call for Clear Thinking

Volgens Christopher Hitchens heeft de Engelse editie drie thema's: 'ten eerste, haar eigen geleidelijke emancipatie uit tribalisme en (bij)geloof; ten tweede, haar werk als parlementariër om aandacht te vestigen op de misdaden die dagelijks worden gepleegd door schurkerige islamisten in continentaal Europa; en ten derde, de akelige stilte, of erger, van vele feministen en multiculturalisten over deze stand van zaken.'
In het boek bespreekt Hirsi Ali haar eigen worsteling met de islam, dat bedoeld is als model voor hoe andere moslimvrouwen hun eigen emancipatie kunnen bereiken. Bij het adviseren van vrouwen hoe ze met de kloof tussen westers en islamitisch denken dienen om te gaan, gebruikt ze haar persoonlijke kennis van de islamitische wereld en de filosofische tradities die zijn ontstaan in de Verlichting.
Hirsi Ali stelt dat moslimvrouwen in islamitische regio's die zoeken naar troost en ontvluchting aan de islam doorgaans worden bedreigd met de dood en dat moslimvrouwen die erin slagen om de metaforische "maagdenkooi" te ontsnappen tot 'hoeren' worden gebrandmerkt. De auteur bespreekt islamitsiche opvattingen over de rol van vrouwen, de rechten van het individu, de wortels van islamitisch fanatisme en stelt enkele westerse beleidsmaatregelen voor jegens overwegend islamitische landen en immigrantengemeenschappen. Hirsi Ali benadrukt hoe moslimvrouwen geen grondrechten hebben in hun leven. Ze beschrijft hoe moslimvrouwen niet slechts in één, maar in twee kooien gevangen zitten: een fysieke waarin hun bewegingen worden gecontroleerd, en een geestelijke kooi die hun religieuze en culturele opvattingen beperkt. In het hoofdstuk "10 tips voor moslima's die weg willen" omschrijft ze de stappen die moslimmeisjes en jonge vrouwen kunnen nemen om te ontsnappen uit hun conservatief-islamitische ouderlijk huis en een leven te leiden naar hun eigen keuzes.

## Recensies

### Nederlandse editie
In een recensie van De maagdenkooi voor de Volkskrant noemde Anet Bleich de 10 tips voor moslimmeisjes die de metaforische maagdenkooi willen ontsnappen aan het einde van het boek 'weloverwogen en verstandige adviezen; in deze open brief is Hirsi Ali op haar best.' Echter, Bleich doopte haar een 'compromisloze idealiste; dat is haar kracht en haar zwakte tegelijk. Het is mooi dat ze er telkens in slaagt haar punt, onderdrukking van moslima's, op de agenda te krijgen. Maar het is jammer dat ze niet het geduld heeft om in eigen verlichte moslimkring naar bondgenoten te zoeken.'
Begin september 2004 schreef Trouw dat 'de verhalen van vier Somalische vrouwen waar Hirsi Ali in haar tolkenpraktijk mee te maken kreeg keihard aankomen.' De maagdenkooi sloot goed aan bij de film Submission die kort daarna bij Zomergasten in première ging. In een Trouw-recensie van december 2004 vroeg Paul-Kleis Jager zich af of het wel noodzakelijk was om de religie zelf te bekritiseren om moslimmeisjes en -vrouwen te bevrijden, daarbij wijzend op de recentelijk ontstane Franse feministenbeweging Ni putes ni soumises die aangevoerd werd door de seculiere moslima Fadéla Amara. Toch vond hij het moeilijk te ontkennen hoe nauw de maagdencultus in de islam verweven was met de kerndoctrines van de Koran en de overleveringen van Mohammed, hetgeen er debet aan was dat zo weinig moslimmeisjes en -vrouwen een keuze hadden om te bepalen 'of, wanneer en met wie ze trouwen; en of er kinderen komen en zo ja hoeveel'. Een dergelijke houding, was Jager eens met Hirsi Ali, resulteerde in het ontbreken van 'evenwichtige, gezonde (binnen blijven doet een mens geen goed) opgeleide moeders' die hun kinderen 'wegwijs kunnen maken in de wereld van onderwijs en arbeid', hetgeen 'medeverantwoordelijk is voor de economische achterstand van moslims'.
Criticus Beatrijs Ritsema van NRC Handelsblad bestempelde het 'een wat rommelig boekje, een soort anti-islam-almanak', maar loofde de stijl: 'Wat een bevlogenheid, en wat heeft Hirsi Ali vaak gelijk.' Ritsema was het eens met de schrijfster dat instellingen ter preventie van huiselijk geweld beter zouden moeten samenwerken en dat de mishandelaar in plaats van het slachtoffer uit huis gezet zou moeten worden. Ze was het echter niet eens dat alle islamitische mannen moslimvrouwen seksueel onderdrukken, hoewel ze toegaf dat velen dat wel deden. Ritsema was optimistischer over de mate waarin derde generatie moslimimmigranten integreerden in de westerse samenleving en progressieve culturele normen overnamen met betrekking tot seksuele zelfbeschikking en seksegelijkheid. Ze benadrukte dat er grote verschillen waren tussen moslims onderling, net zoals tussen autochtonen onderling, al hadden die eersten vaak nog wel aardig wat in te halen.

### Duitse editie

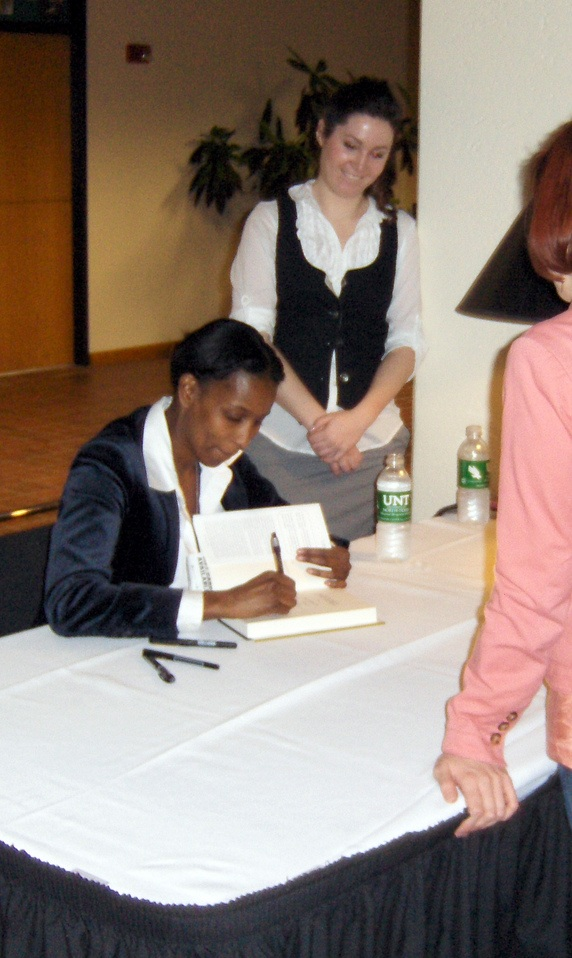
Hirsi Ali signeert boeken in 2008

Der Spiegel merkte op dat Hirsi Ali's boek, waarvan de Duitse editie Ich klage an tussen mei en augustus 2005 al 80.000 exemplaren had verkocht, paste in een nieuw opkomende genre boeken over moslimvrouwen die gedwongen huwelijken waren ontvlucht die door hun families waren gearrangeerd en erin geslaagd om een vrij leven te vestigen in Europa. Ayaans werk werd vergeleken met Ich wollte nur frei sein ("Ik wilde alleen maar vrij zijn") van Hülya Kalkan, Mich hat keiner gefragt ("Niemand heeft het mij gevraagd") van Ayşe, Erstickt an euren Lügen ("Stik in jullie leugens") van Inci Y., Fundamentalismus gegen Frauen ("Fundamentalisme tegen vrouwen") van Nawal el Saadawi en Verschleppt in Jemen ("Ontvoerd in Jemen") van Zana Muhsen.

### Engelse editie
Natasha Walter van The Guardian schreef: 'The Caged Virgin is schokkend om te lezen. Ayaan Hirsi Ali is woest op de misdaden die vrouwen door mannen worden aangedaan: van gedwongen huwelijken tot vrouwelijke genitale verminking; van het weerhouden van onderwijs tot seksueel misbruik binnen families. Haar razernij tegen deze misdaden maken haar essays levendig en inspirerend.' Echter, 'Hirsi Ali scheert niet alleen de hele islamitische wereld over één negatieve kam, ze schildert ook de gehele westerse wereld met rozige verf om daarmee te doen als het er klaarlichte dag is tegenover de duistere nacht van de moslimwereld.'
Het boek werd geroemd door auteur en journalist Christopher Hitchens in Slate: 'Ik zou jullie allemaal willen aansporen om naar buiten te gaan en haar nieuwe boek te kopen, The Caged Virgin, met de ondertitel An Emancipation Proclamation for Women and Islam. (...) Overwegende dat dit boek is geschreven door een vrouw die op jonge leeftijd tegen haar wil is besneden en toen net niet als habbekrats werd weggegeven aan een vreemdeling, is het geschreven met behoorlijk verbluffende humor en terughoudendheid.' Na zijn woede en frustratie te hebben geuit over de 'beschamende' wijze waarop Hirsi Ali was behandeld in Nederland, sprak Hitchens de hoop uit 'dat we ons allemaal zo schamen dat we van The Caged Virgin een bestseller gaan maken.'
Uma Narayan zei dat het boek gefragmenteerd was met autobiografische stukjes en een motivatiebrief. Hirsi Ali's boosheid over de discriminatie van moslimvrouwen was eendimensionaal worstelde ermee om feminisme, racisme en internationalisme in hetzelfde boek te verbinden. Volgens Narayan was de islam net als alle andere culturen doordringbaar, dynamisch en verschoven de grenzen voortdurend. Ze bekritiseerde Hirsi Ali voor het generaliserende beeld dat ze van de islamitische samenleving schetste en alle islamitische culturen afschilderde als gewelddadig en discriminatoir. Ze zou transculturele overeenkomsten en ook interne culturele breuklijnen hebben gemist.
Volgens andere schrijvers is de islam net zoals andere religieus geloofsstelsels hecht gevestigd in de samenleving en is het erg moeilijk om dergelijk geloof op korte termijn te veranderen. Volgens Hirsi Ali kunnen deze culturele ideeën en geloof niet worden veranderd of hervormd. Andere recensenten zoals Leti Volp verweten Hirsi Ali dat ze soms op cultuur wees maar niet in alle gevallen, hetgeen werd gezien als een politieke poging om populariteit te winnen gezien haar politieke belangen en positie destijds.
Saba Mahmood (Universiteit van Californië - Berkeley) schreef dat de titel van het werk 'zeer doet denken aan het 19e-eeuwse literaire genre gecentreerd rondom oriëntalistische fantasieën over de harem' en dat het boek zelf 'vol absurde uitspraken' stond zoals "[Moslim]kinderen leren van hun moeders dat liegen loont. Wantrouwen is overal en de leugen regeert".